# Rolf Schmachtenberg

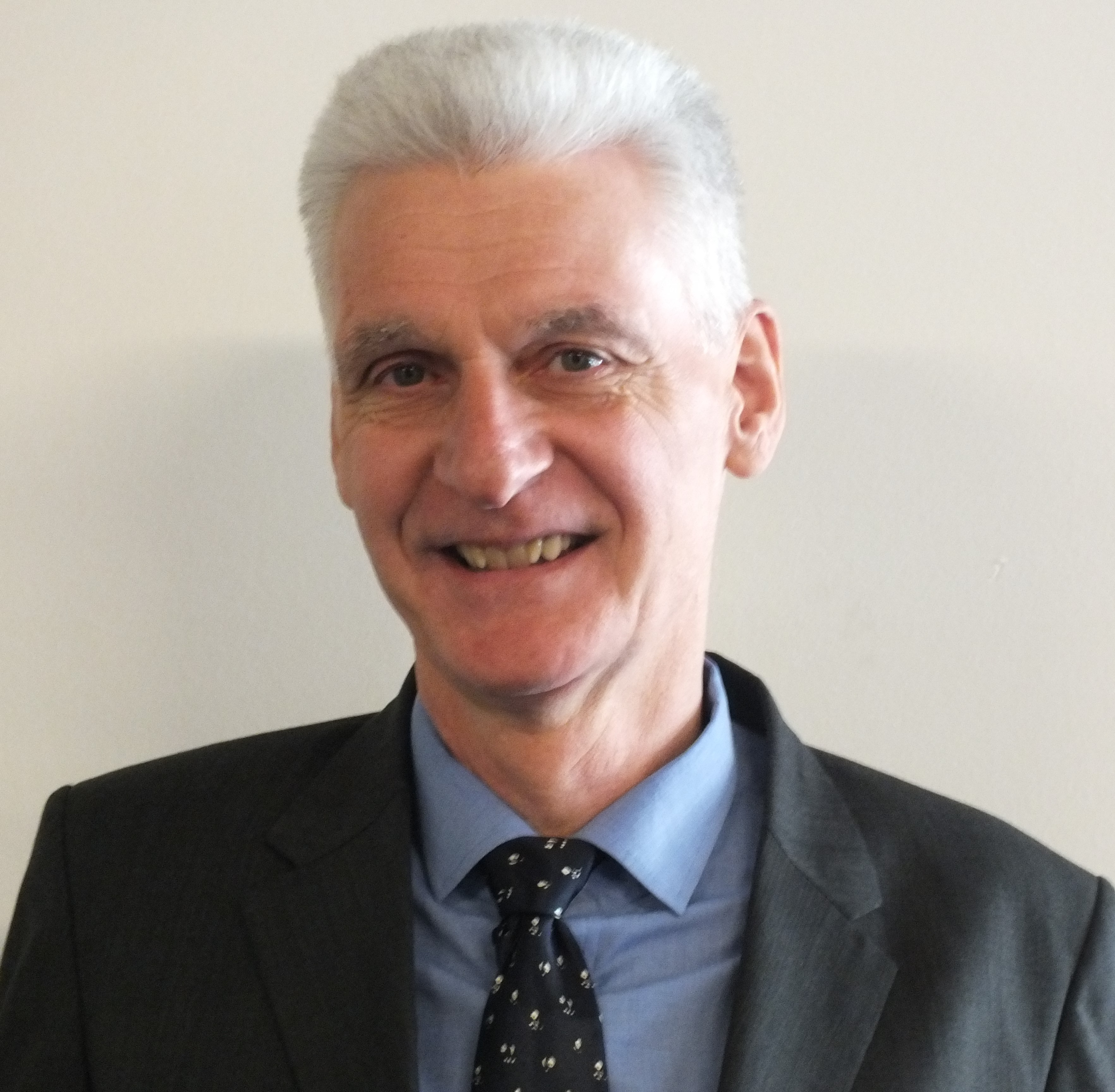
Rolf Schmachtenberg, 2020

Rolf Schmachtenberg (* 19. Januar 1959 in Aachen) ist ein deutscher Wirtschaftswissenschaftler. Er war von 2018 bis 2025 Staatssekretär im Bundesministerium für Arbeit und Soziales.

## Werdegang
Schmachtenberg wurde 1959 als sechster Sohn eines Kaufmanns und einer Hausfrau in Aachen geboren. Nach dem Abitur 1977 am Rhein-Maas-Gymnasium in Aachen begann er 1977 ein Studium der Mathematik an der Ruprecht-Karls-Universität Heidelberg. Von 1980 bis 1981 studierte er an der Universität Pierre und Marie Curie (Paris VII) in Paris. Im Sommer 1984 schloss er das Studium an der Universität Heidelberg als Diplom Mathematiker ab. Im September 1989 promovierte er an der Volkswirtschaftlichen Fakultät der Universität Mannheim bei Volker Böhm in mathematischer Wirtschaftstheorie. Der Titel der Dissertation lautet Intertemporale Tauschökonomien mit unvollständigen Marktsystemen. Während dieser Zeit hielt er sich zu Studienaufenthalten an der Universität von Pennsylvania, in Philadelphia USA im Frühjahr 1987 und an der Universität Bergen in Norwegen im Herbst 1988 auf. 

## Berufliche und politische Tätigkeit
Rolf Schmachtenberg hat nach Abschluss des Mathematikstudiums sechs Jahre bis 1990 im Wissenschaftsbereich gearbeitet. Zunächst als wissenschaftlicher Assistent von Volker Böhm an der Universität Mannheim von 1984 bis 1989 und im Anschluss bis Anfang 1990 bei Werner Hildenbrand an der Universität Bonn. In der Zeit der Wiedervereinigung hat er ab Januar 1990 beim Parteivorstand der SPD der DDR mitgearbeitet. Von April bis August 1990 war er bei Regine Hildebrandt im Ministerium für Arbeit und Soziales der DDR tätig. Im Anschluss war er ihr Mitarbeiter in der Volkskammer. Danach war er bis 2001 Leiter der Abteilung "Arbeit" im Ministerium für Arbeit, Soziales, Gesundheit und Frauen (MASGF) des Landes Brandenburg. 2002 erfolgte der Wechsel in das Bundesministerium für Arbeit und Soziales in Berlin. Bis Januar 2010 leitete er die Unterabteilung mit dem Schwerpunkt Arbeitsförderung. Im Anschluss war er bis 2011 in gleicher Funktion für Soziale Entschädigung und Versorgungsmedizin zuständig. Von 2011 bis 2013 war er zwei Jahre im Ausland in Neu-Delhi in Indien für die Deutsche Gesellschaft für Internationale Zusammenarbeit (GIZ) tätig. Hier leitete der das Deutsch-Indische Programm für Soziale Sicherheit. Kernaufgabe war die Unterstützung des Indischen Ministerium für Arbeit bei der landesweiten Einführung einer Krankenversicherung für informell Beschäftigte mit geringen Einkommen, Rashtriya Swasthya Bima Yojana, (RSBY). Nach der Rückkehr zum Bundesministerium für Arbeit und Soziales war er bis 2018 Leiter der Abteilung "Teilhabe – Belange von Menschen mit Behinderung, Soziale Entschädigung und Sozialhilfe". 
Am 23. März 2018 wurde er unter Bundesminister Hubertus Heil (SPD) zum Staatssekretär im Bundesministerium für Arbeit und Soziales ernannt. Er trat Ende März 2025 in den Ruhestand ein.
Von 1981 bis 1989 war er aktiv in der Friedensbewegung mit zahlreichen lokalen Aktivitäten in Heidelberg und mit dem Aufbau eines internationalen Netzwerkes, das Initiativen in England, Frankreich, der Sowjetunion und der DDR umfasste. Rolf Schmachtenberg ist seit Februar 1990 Mitglied der SPD.

## Privates
Schmachtenberg ist verheiratet, hat drei Kinder und wohnt in Berlin-Moabit. Ein älterer Bruder ist Ernst Schmachtenberg. Dieser war Professor für Kunststofftechnik und von 2008 bis 2018 Rektor der RWTH Aachen. 
Rolf Schmachtenberg unterstützt den Betrieb des Museumsschiffes "Concordia", eines Nachbaus eines historischen Kaffenkahns für Fahrten auf der Havel und den Seen um Fürstenberg/Havel.

## Veröffentlichungen
- Intertemporale Tauschökonomien mit unvollständigen Marktsystemen, Berlin-Heidelberg 1990,  ISBN 3-540-51954-8 (Promotion)
- „Die soziale Abfederung der Preisreform in der DDR“ in vierteljahresberichte Nr. 121, hgg. Von Alfred Pfallere.a., Bonn, 1990, ISSN 0936-451X
- Zur Perspektive von Gestaltungsprinzipien im Transformationsprozess in „Kölner Schriften zur Sozial- und Wirtschaftspolitik“ band 27, hgg. Von O. Blume e.a., Regensburg 1995, ISBN 3-86016-038-9
- Auf dem Weg zum Bundesteilhabegesetz – Reform der Eingliederungshilfe – Weiterentwicklung des Teilhaberechts, Schriftenreihe des Deutschen Sozialrechtsverbandes SDSRV Band 66; hgg. von Christian Rolfs, Berlin 2016, ISBN 978 3 503 17024 1
- „Sur le chemin de travail“ in „Vivre à Berlin“, Sammelband hgg. Von Carole Kahn, Paris 2016, ISBN 978-2-911822-90-2
- Erster Entwurf eines Gesetzes zur Regelung des Sozialen Entschädigungsrechtes – Konzeption und Inhalt in Sozialrecht-aktuell, Sonderheft 2017, Baden-Baden 2017, ISSN 1434-7261
- Das Bundesteilhabegesetz: Vom Koalitionsvertrag zum Gesetz in Neue Zeitschrift für Sozialrecht 9/2018; München, ISBN 978-3-406-71889-2
- Das Bundesteilhabegesetz: Teilhabe ermöglichen – auch für Menschen mit schwerer und mehrfacher Behinderung in Impulse: Schwere und mehrfache Behinderung Band 3, hgg. von Wolfgang Lamers, Oberhausen 2018, ISBN 978-3-7455-1000-3
- Bundesteilhabegesetz (BTHG) – Personenzentrierung in der Eingliederungshilfe in Behinderung-Theologie-Kirche, Band 13, hgg. von Andreas Lob-Hüdepohl und Johannes Eurich, Stuttgart 2020, ISBN 978-3-17-034978-0

## Mitgliedschaften
- Gewerkschaft ver.di
- Arbeiterwohlfahrt (AWO)
- Weißer Ring e.V.
- Deutsch-Polnische Gesellschaft Bundesverband e.V.
- Deutscher Arbeitsgerichtsverband e.V.
- Verein Deutscher Gewerbeaufsichtsbeamter e.V